# Pollaplonyx flavidus
Pollaplonyx flavidus är en skalbaggsart som beskrevs av Waterhouse 1875. Pollaplonyx flavidus ingår i släktet Pollaplonyx och familjen Melolonthidae. Inga underarter finns listade i Catalogue of Life.